# Eagles of Death Metal
Eagles of Death Metal (рус. Орлы дэт-метала)— американская рок-группа из Палм Дезерт, Калифорния, образованная Джошем Хомме и его школьным приятелем Джесси Хьюзом в 1998 году. В одном из интервью Джош заявил:
Это не сайд-проект. Я в двух группах. У меня музыкальная шизофрения, и это одно из её проявлений.
Несмотря на название, Eagles Of Death Metal не играют дэт-метал. По словам Джесси, история названия такова: его приятель по имени Лу как-то раз долго спорил с Хомме насчёт достоинств вышеупомянутого стиля, и в доказательство решил сыграть ему пару вещей из репертуара Vader. Хомме прокомментировал это так: «Звучит, как Eagles, играющие дэт-метал».

## История
Группа была образована в Палм Дезерт в 1998, однако первый альбом Peace, Love, Death Metal вышел только в 2004 на AntAcidAudio. Самый забавный факт, связанный с этой записью — это аномальная любовь к нему со стороны рекламщиков. Comcast, Payless ShoeSource, Nissan Motors, Budweiser, Pontiac Motors, Wendys, Microsoft — вот неполный список компаний, в чьих роликах звучала музыка Eagles of Death Metal. Следующий релиз Death by Sexy был выпущен 11 апреля 2006 года лейблом Downtown. После записи этого альбома группа возобновила деятельность и успела выступить вместе с The Strokes, The Giraffes и даже Guns N’ Roses. На этот раз песнями из альбома заинтересовались создатели видео-игр. Третий альбом Heart On увидел свет 28 октября 2008 года. Лейбл — Downtown. В 2009 году Eagles Of Death Metal выступали на разогреве у группы Arctic Monkeys.
В 2010 концертному басисту Брайну О’Коннору был поставлен диагноз рак, поэтому ему было необходимо пройти химиотерапию. Джош Хомме, Дэйв Грол и Джон Пол Джонс объявили о концерте в Brixton Academy в Лондоне, чтобы собрать деньги на лечение О’Коннора.
В июне 2015 Eagles of Death Metal объявили, что их новый альбом Zipper Down будет выпущен 2 октября. Сингл «Complexity» был опубликован на сайте Pitchfork Media.
13 ноября 2015 года на концерте группы в парижском концертном зале «Батаклан» произошёл террористический акт с захватом заложников, в котором погиб продавец атрибутики группы Ник Александр. Участники группы не пострадали. Через 3 недели они выступили в этом же зале по приглашению U2, исполнив «People Have the Power» и недопетую песню «I Love You All the Time».

## Дискография
Альбомы
| 2004                                                                                   | Peace, Love, Death Metal - Выпущен: March 23, 2004 - Лейбл: AntAcidAudio - Форматы: CD, LP | —   | 34 | 50 | 37 | —   | 60 | 124 |
| 2006                                                                                   | Death by Sexy - Выпущен: 11 апреля 2006 - Лейбл: Downtown - Форматы: CD, LP                | 113 | 11 | —  | 98 | 169 | 89 | 108 |
| 2008                                                                                   | Heart On - Выпущен: 28 октября 2008 - Лейбл: Downtown - Форматы: CD, LP                    | 57  | 3  | 40 | 59 | 100 | —  | 91  |
| 2015                                                                                   | Zipper Down - Выпущен: 2 октября 2015 - Лейбл: Downtown - Форматы: CD, LP                  | 59  |    | 35 | 24 | 75  | 39 | 32  |
| «—» обозначены релизы, которые не попали в чарты или не были выпущены в данной стране. |                                                                                            |     |    |    |    |     |    |     |

Синглы
| 2004                                              | «I Only Want You»                     | —  | —   | Peace, Love, Death Metal |
| 2004                                              | «Speaking in Tongues»                 | —  | —   | Peace, Love, Death Metal |
| 2006                                              | «Shasta Beast»                        | —  | —   | Death by Sexy            |
| 2006                                              | «I Want You So Hard (Boy’s Bad News)» | —  | 73  | Death by Sexy            |
| 2006                                              | «I Gotta Feelin' (Just Nineteen)»     | —  | 180 | Death by Sexy            |
| 2006                                              | «Cherry Cola»                         | —  | —   | Death by Sexy            |
| 2008                                              | «Wannabe in L.A.»                     | 38 | —   | Heart On                 |
| 2008                                              | «Secret Plans»                        | —  | —   | Heart On                 |
| 2008                                              | «High Voltage»                        | —  | —   | Heart On                 |
| 2009                                              | «Anything 'Cept the Truth»            | —  | —   | Heart On                 |
| «—» обозначены релизы, которые не попали в чарты. |                                       |    |     |                          |

DVD
- DVD by Sexy (2006)
- iNNOCENCE + eXPERIENCE Live in Paris (2016) — спец. гость

### Композиции, использованные в коммерческих целях
- «Anything 'cept the Truth» в рекламе Lie to Me и NHL 10
- «Chase the Devil» в Tony Hawk's Project 8 и Bitch Slap (2009)
- «Cherry Cola» в рекламе Zune (2006)
- «Flames Go Higher» в рекламе Pontiac GTO (2006)
- «Don’t Speak (I Came To Make A Bang!)» в Need for Speed: Carbon, Epic Movie (2007), Compound Volume One (2006), Lost Boys: The Tribe (2008), трейлерах для The Losers, The Green Hornet и Nike's «Take it to the Next level»[19]
- «High Voltage» в онлайн компании Head & Shoulders 'It’s Shower Time Joy' (2010)
- «I Like to Move in the Night» в Beerfest (2006)
- «I Only Want You» в Californication, Gran Turismo 4, реклама Ask.com (2007), Budweiser и Microsoft Windows 8
- «I Want You So Hard (Boy’s Bad News)» в Gran Turismo 5, «True Blood» (2008) и трейлере для MacGruber
- «I’m Your Torpedo» в рекламе LifeStyles Condoms (2009)
- «Solid Gold» в рекламе Zune (2006), Axe (2008) и трейлере Bad Teacher (2011)
- «Speaking In Tongues» в эпизоде Supernatural и 2012 теле- и радио-кампании для Miller Lite.
- «Stuck in the Metal» в рекламе Wendy's (2006)
- «The Gosso King of Crater Lake», «Hogleg» и «You Keep Talkin'» в The Desert Sessions: Volumes 3 & 4 (1998)
- «Wannabe in L.A.» в видео-играх Midnight Club: Los Angeles, MLB 09: The Show, Guitar Hero 5 и Colin McRae: Dirt 2
- «Whorehoppin' (Shit, Goddamn)» в первом эпизоде Jackass (2000)
- Очень эпическое кино
- «Miss Alissa» в ролике Nike «Winner stays» (2014)

## Состав
Группа
- Джесси Хьюз AKA: The Devil / Shanky McBuzcock / Boots Electric — вокал, гитара, перкуссия
- Джош Хомме AKA: Carlo Von Sexron / DP Pete / Baby Duck / Zombie Zebra — ударные, перкуссия, гитара, бас-гитара, клавишные, бэк-вокал

Текущий концертный состав
- Джесси Хьюз AKA: The Devil / Boots Electric — гитара, вокал
- Дэйв Кэтчинг AKA: Darlin' Dave, Davey Jo — гитара
- Брайн О'Коннор AKA: Big Hands — бас, вокал
- Клод Колман AKA: Sugardick — ударные

Бывшие и приглашённые участники
- Йен Траутманн (Gene Trautmann AKA: Teen Dream) — ударные
- Джек Блэк (Jack Black AKA: Blackjack)[20] — вокал
- Джои Кастильо (Joey Castillo AKA: The Sexy-Mexy) — ударные
- Саманта Мелони (Samantha Maloney AKA: Hot Damn Sweet Sam) — ударные
- Дэйв Грол (Dave Grohl AKA: Diablo) — гитара
- Венди Рае Флауер (Wendy Rae Fowler AKA: Wendy Ramone / Wendy Ray Moan) — бэк-вокал на Death by Sexy[20]
- Броди Даль (Brody Dalle AKA: Queen Bee) — вокал
- Дин Фертита (Dean Fertita) — бас для Big Hands, клавишные на Jimmy Kimmel Live!
- Тэйлор Хаукинс (Taylor Hawkins) — ударные
- Ник Оливери (Nick Oliveri) — бас
- Тим Ванхамель (Tim Vanhamel AKA: Timmy 'Tipover' Vanhamel) — гитара
- Марк Ланеган (Mark Lanegan) — вокал
- Алан Джоханнез (Alain Johannes) — принимал участие в некоторых записях The Tonight Show with Jay Leno.
- Пит Каневан (Pete Canavan)
- Марк Лубетский (Mark Lubetski)
- Мэтт МакГрэс (Matt McGrath)
- Трой Ван Левен (Troy Van Leeuwen) — пианино и бэк-вокал на Death by Sexy, бэк-вокал на Heart On и гитара и бэк-вокал на некоторых концертах
- Лиам Линч (Liam Lynch)
- Стефан Ольсдаль (Stefan Olsdal) — бас во время совместного тура с Placebo в 2003.
- Рэт Скэбис (Rat Scabies) — появился в качестве гостя на шоу в Лондоне в 2008 и 2009.